# Pierre Orosco
Pierre Orosco (Lima, Provincia de Lima, Perú, 18 de mayo de 1987) es un futbolista peruano. Juega como delantero y su equipo actual es Cachorro que participa en la Copa Perú.

## Trayectoria
Formado en las divisiones menores de Universitario de Deportes, debutó jugando con el club Virgen de Chapi en la Segunda División, pasando luego al América Cochahuayco. En el año 2009 realizó su debut en Primera con el Coronel Bolognesi de Tacna. Al año siguiente regresó a Universitario, jugando solo un partido y 9 minutos en cancha. En 2013 salió campeón de la Segunda División Peruana con Los Caimanes de Puerto Eten. Sin embargo al siguiente año descendió de categoría jugando solo 8 partidos.
Luego de diversas campañas con Los Caimanes, el cual fue la principal figura, firma por Real Garcilaso.

## Clubes
| Club                      | País | Año         |
| ------------------------- | ---- | ----------- |
| Virgen de Chapi           | Perú | 2005        |
| América Cochahuayco       | Perú | 2006 - 2008 |
| Coronel Bolognesi         | Perú | 2009        |
| Universitario de Deportes | Perú | 2010        |
| Alianza Unicachi          | Perú | 2011        |
| Coronel Bolognesi         | Perú | 2012        |
| Los Caimanes              | Perú | 2013 - 2014 |
| Unión Huaral              | Perú | 2015        |
| Los Caimanes              | Perú | 2016 - 2018 |
| Real Garcilaso            | Perú | 2018        |
| Los Caimanes              | Perú | 2019 - 2020 |
| Juan Aurich               | Perú | 2022        |
| Deportivo Lute            | Perú | 2023 - 2024 |
| Cachorro                  | Perú | 2025 -      |

## Palmarés

### Campeonatos nacionales
| Título                    | Club         | País | Año  |
| ------------------------- | ------------ | ---- | ---- |
| Segunda División del Perú | Los Caimanes | Perú | 2013 |